# Associazione Calcio Como 1960-1961
Questa pagina raccoglie le informazioni riguardanti l'Associazione Calcio Como nelle competizioni ufficiali della stagione 1960-1961.

## Rosa
| N. |                   | Ruolo | Calciatore        |
| -- | ----------------- | ----- | ----------------- |
|    | Italia (bandiera) | P     | Gianvito Geotti   |
|    | Italia (bandiera) | P     | Antonio Lonardi   |
|    | Italia (bandiera) | D     | Bruno Ballarini   |
|    | Italia (bandiera) | D     | Enrico Boriani    |
|    | Italia (bandiera) | D     | Pietro Corsini    |
|    | Italia (bandiera) | D     | Antonio Ghelfi    |
|    | Italia (bandiera) | D     | Franco Landri     |
|    | Italia (bandiera) | D     | Umberto Pinardi   |
|    | Italia (bandiera) | D     | Maurilio Valpreda |
|    | Italia (bandiera) | C     | Candido Beretta   |
|    | Italia (bandiera) | C     | Aldo Fontana      |
|    | Italia (bandiera) | C     | Piero Galli       |

| N. |                   | Ruolo | Calciatore          |
| -- | ----------------- | ----- | ------------------- |
|    | Italia (bandiera) | C     | Nello Governato     |
|    | Italia (bandiera) | C     | Luigi Meroni        |
|    | Italia (bandiera) | C     | Giuseppe Moretti    |
|    | Italia (bandiera) | C     | Giorgio Perversi    |
|    | Italia (bandiera) | C     | Franco Stefanini    |
|    | Italia (bandiera) | C     | Gianluigi Stefanini |
|    | Italia (bandiera) | A     | Gervasio Bighellini |
|    | Italia (bandiera) | A     | Carlo Dell'Omodarme |
|    | Italia (bandiera) | A     | Silvano Flaborea    |
|    | Italia (bandiera) | A     | Elio Letari         |
|    | Italia (bandiera) | A     | Ermes Muccinelli    |
|    | Italia (bandiera) | A     | Corrado Teneggi     |

## Risultati

### Serie B

#### Girone di andata
| 25 settembre 1960 1ª giornata | Como | 1 – 0 | Catanzaro |  |

| 2 ottobre 1960 2ª giornata | Como | 2 – 2 | Genoa |  |

| 9 ottobre 1960 3ª giornata | Brescia | 4 – 1 | Como |  |

| 16 ottobre 1960 4ª giornata | Como | 3 – 0 | Sambenedettese |  |

| 23 ottobre 1960 5ª giornata | Messina | 1 – 2 | Como |  |

| 30 ottobre 1960 6ª giornata | Palermo | 0 – 0 | Como |  |

| 6 novembre 1960 7ª giornata | Como | 2 – 1 | Prato |  |

| 1º settembre 1991 8ª giornata | Reggiana | 1 – 0 | Como |  |

| 20 novembre 1960 9ª giornata | Como | 2 – 1 | Pro Patria |  |

| 27 novembre 1960 10ª giornata | Como | 1 – 0 | Parma |  |

| 9 dicembre 1984 11ª giornata | Foggia | 2 – 0 | Como |  |

| 11 dicembre 1960 12ª giornata | Como | 3 – 0 | Triestina |  |

| 18 dicembre 1960 13ª giornata | Novara | 1 – 0 | Como |  |

| 25 dicembre 1960 14ª giornata | Como | 1 – 0 | Ozo Mantova |  |

| 1º gennaio 1961 15ª giornata | Alessandria | 4 – 0 | Como |  |

| 8 gennaio 1961 16ª giornata | Verona | 1 – 1 | Como |  |

| 15 gennaio 1961 17ª giornata | Como | 1 – 1 | Simmenthal-Monza |  |

| 22 gennaio 1961 18ª giornata | Venezia | 0 – 0 | Como |  |

| 29 gennaio 1961 19ª giornata | Marzotto Valdagno | 1 – 0 | Como |  |

#### Girone di ritorno
| 5 febbraio 1961 20ª giornata | Catanzaro | 3 – 2 | Como |  |

| 12 febbraio 1961 21ª giornata | Genoa | 0 – 0 | Como |  |

| 19 febbraio 1961 22ª giornata | Como | 0 – 0 | Brescia |  |

| 26 febbraio 1961 23ª giornata | Sambenedettese | 3 – 1 | Como |  |

| 5 marzo 1961 24ª giornata | Como | 0 – 0 | Messina |  |

| 12 marzo 1961 25ª giornata | Como | 0 – 0 | Palermo |  |

| 19 marzo 1961 26ª giornata | Prato | 2 – 1 | Como |  |

| 26 marzo 1961 27ª giornata | Como | 4 – 1 | Reggiana |  |

| 2 aprile 1961 28ª giornata | Pro Patria | 2 – 0 | Como |  |

| 9 aprile 1961 29ª giornata | Parma | 3 – 2 | Como |  |

| 16 aprile 1961 30ª giornata | Como | 3 – 1 | Foggia & Incedit |  |

| 23 aprile 1961 31ª giornata | Triestina | 1 – 2 | Como |  |

| 30 aprile 1961 32ª giornata | Como | 2 – 1 | Novara |  |

| 7 maggio 1961 33ª giornata | Ozo Mantova | 0 – 0 | Como |  |

| 11 maggio 1961 34ª giornata | Como | 0 – 2 | Alessandria |  |

| 14 maggio 1961 35ª giornata | Como | 1 – 2 | Verona |  |

| 21 maggio 1961 36ª giornata | Simmenthal-Monza | 2 – 1 | Como |  |

| 28 maggio 1961 37ª giornata | Como | 2 – 1 | Venezia |  |

| 4 giugno 1961 38ª giornata | Como | 1 – 1 | Marzotto Valdagno |  |

## Statistiche

### Statistiche di squadra
| Competizione | Punti | In casa | In casa | In casa | In casa | In casa | In casa | In trasferta | In trasferta | In trasferta | In trasferta | In trasferta | In trasferta | Totale | Totale | Totale | Totale | Totale | Totale | DR |
| Competizione | Punti | G       | V       | N       | P       | Gf      | Gs      | G            | V            | N            | P            | Gf           | Gs           | G      | V      | N      | P      | Gf     | Gs     | DR |
| ------------ | ----- | ------- | ------- | ------- | ------- | ------- | ------- | ------------ | ------------ | ------------ | ------------ | ------------ | ------------ | ------ | ------ | ------ | ------ | ------ | ------ | -- |
| Serie B      | 37    | 19      | 11      | 6       | 2       | 29      | 14      | 19           | 2            | 5            | 12           | 13           | 31           | 38     | 13     | 11     | 14     | 42     | 45     | -3 |
| Coppa Italia |       | 2       | 1       | 1       | 0       | 3       | 2       | 1            | 0            | 0            | 1            | 0            | 4            | 3      | 1      | 1      | 1      | 3      | 6      | -3 |
| Totale       |       | 21      | 12      | 7       | 2       | 32      | 16      | 20           | 2            | 5            | 13           | 13           | 35           | 41     | 14     | 12     | 15     | 45     | 51     | -6 |

### Statistiche dei giocatori
| Giocatore        | Serie B  | Serie B | Coppa Italia | Coppa Italia | Totale   | Totale |
| Giocatore        | Presenze | Reti    | Presenze     | Reti         | Presenze | Reti   |
| ---------------- | -------- | ------- | ------------ | ------------ | -------- | ------ |
| B. Ballarini     | 35       | 0       | -            | -            | 35       | 0      |
| C. Beretta       | 23       | 0       | 2            | 0            | 25       | 0      |
| G. Bighellini    | 2        | 0       | -            | -            | 2        | 0      |
| E. Boriani       | 1        | 0       | 3            | 0            | 4        | 0      |
| P. Corsini       | 14       | 0       | 1            | 0            | 15       | 0      |
| C. Dell'Omodarme | 36       | 2       | -            | -            | 36       | 2      |
| S. Flaborea      | 14       | 2       | 2            | 0            | 16       | 2      |
| A. Fontana       | 23       | 1       | 2            | 0            | 25       | 1      |
| P. Galli         | 10       | 0       | 1            | 0            | 11       | 0      |
| G. Geotti        | 19       | -23     | 1            | 0            | 20       | -23    |
| A. Ghelfi        | 15       | 0       | -            | -            | 15       | 0      |
| N. Governato     | 32       | 10      | 1            | 0            | 33       | 10     |
| F. Landri        | 30       | 0       | 1            | 0            | 31       | 0      |
| E. Letari        | 16       | 4       | 2            | 0            | 18       | 4      |
| A. Lonardi       | 19       | -22     | 3            | -6           | 22       | -28    |
| L. Meroni        | 1        | 0       | 1            | 0            | 2        | 0      |
| G. Moretti       | 4        | 0       | 1            | 0            | 5        | 0      |
| E. Muccinelli    | 3        | 0       | 1            | 0            | 4        | 0      |
| G. Perversi      | 2        | 1       | 2            | 1            | 4        | 2      |
| U. Pinardi       | 21       | 1       | 2            | 0            | 23       | 1      |
| F. Stefanini     | 18       | 7       | 2            | 0            | 20       | 7      |
| C. Teneggi       | 19       | 10      | 3            | 2            | 22       | 12     |
| M. Valpreda      | 36       | 0       | 3            | 0            | 39       | 0      |